# NGC 7678
NGC 7678 (другие обозначения — PGC 71534, UGC 12614, IRAS23259+2208, MCG 4-55-17, VV 359, ZWG 476.45, Arp 28, KUG 2325+221, KAZ 336) — спиральная галактика с перемычкой (SBc) в созвездии Пегас.
Этот объект входит в число перечисленных в оригинальной редакции «Нового общего каталога», а также включён в атлас пекулярных галактик.
В галактике вспыхнула сверхновая SN 2009ga типа IIP, её пиковая видимая звездная величина составила 16,2.
В галактике вспыхнула сверхновая SN 2002dp типа Ia, её пиковая видимая звездная величина составила 15,1.
В галактике вспыхнула сверхновая SN 1997dc типа Ib, её пиковая видимая звездная величина составила 18,3.